# 田口大戸
田口 大戸（たぐち の おおと/おおへ）は、奈良時代の貴族。名は大万戸（おおまと）とも記される。官位は従五位上・上野介。

## 経歴
天平勝宝7歳（755年）防人部領使として防人を率いて下野国から筑紫へ派遣された際に、兵部少輔・大伴家持に防人歌18首を進上し、うち11首が『万葉集』に採られている。この時の位階は正六位上。
淳仁朝の天平宝字4年（760年）従五位下に叙爵し、天平宝字6年（762年）日向守に任官する。天平宝字7年（763年）、笠不破麻呂と官職を交替し、路野上の後任として兵馬正に遷るが、翌天平宝字8年（764年）正月に上野介として再び地方官に転じたためか、同年9月に発生した藤原仲麻呂の乱での動静は不明。
光仁朝の宝亀8年（777年）従五位上に至る。

## 官歴
注記のないものは『続日本紀』による。
- 時期不詳：正六位上
- 天平勝宝7歳（755年）2月14日：下野国防人部領使[1]
- 天平宝字4年（760年）正月4日：従五位下
- 天平宝字6年（762年）正月9日：日向守
- 天平宝字7年（763年）正月9日：兵馬正
- 天平宝字8年（764年）正月21日：上野介
- 宝亀8年（777年）正月7日：従五位上